# Maria Bonardi
Maria Bonardi (* 4. Dezember 1864 in Cuneo, Italien; † 25. Juli 1945 in Vercelli) war eine italienische Ordensschwester und Gründerin der Ordensgemeinschaft der  Suore di Santa Maria di Loreto.

## Geschichte
Ihr Taufname war Maria, ihre Eltern erzogen das junge Mädchen im christlichen Glauben und führten sie zur Nächstenliebe. Sie wuchs in ärmlichen Verhältnissen auf und musste schon früh für den Familienunterhalt sorgen. Mit achtzehn Jahren entdeckte sie den Drang als „Magd des Herrn“ (vgl. Lk 1,38 ) leben zu wollen. Dieser Wunsch wurde durch einen Traum verstärkt, sie sah sich im Kreis junger Mädchen, die völlig in weiße Gewänder und mit einem Kopftuch gekleidet waren. Diese Vision führte schließlich zum Entschluss, als Ordensschwester leben zu wollen. 1873 wurde sie in die Ordensgemeinschaft der „Heiligen Familie von Cuneo“ aufgenommen. Das Ordensleben gestaltete sich als schwierig, denn die junge Novizin war temperamentvoll und energisch.  
Mit dem Ablegen des Ordensgelübdes führte sie den Namen Schwester Natalina. Sie war sehr lebhaft und widersetzte sich manchen Regeln. Gemeinsam mit anderen Ordensschwestern versah sie in einem kleinen Dorf Dienst als Lehrerin. Die Ordensgemeinschaft wurde 1891 aufgelöst, Natalina wurde in Vercelli aufgenommen. In ihrer Not ging sie zum Wallfahrtsort Loreto und wandte sich betend an die Mutter Gottes. Wiederum einer Vision folgend, glaubte sie, dass ihr die  Madonna zugesagt habe ihr zu helfen. Sie wandte sich Hilfe suchend an ihren  Ortspfarrer, der ihr empfahl, eine neue religiöse Gemeinschaft zu gründen. Gleichzeitig wurde er der geistliche Berater der jungen Schwester.

## Ordensgründung
Nach einiger Zeit erlangte ihr Berater beim Bischof die Genehmigung zur Gründung einer neuen religiösen Gemeinschaft. Mit dem bischöflichen Auftrag, gemeinsam mit anderen Frauen, eine Kindertagesstätte und eine Schule zu gründen, übernahm Natalina die neuen Herausforderungen. Das Haus wurde in Vercelli errichtet und die Anzahl der Mitschwestern wuchs an. Die Schulschwestern erhielten 1891 die erzbischöfliche Genehmigung und nannten sich fortan „Suore di Santa Maria di Loreto“ (dt.: Schwestern der heiligen Maria von Loreto). Mutter Natalina wurde in ihrer Schaffenszeit zum Vorbild für karitative Organisationen, Hochschulen und Jugendbildungseinrichtungen. 

## Seligsprechungsprozess
Nach ihrem Tode am 25. Juli 1945 wurde sie in der  Kapelle des Mutterhauses in Vercelli beigesetzt. Am 13. September 2002 eröffnete der Erzbischof von  Vercelli, Enrico Masseroni, den Seligsprechungsprozess. Die Untersuchungen wurden am 7. Dezember 2007 abgeschlossen und die Erhebung zur ehrwürdigen Dienerin Gottes ausgesprochen.